# 博杜安峰
博杜安峰（英語：Beaudoin Peak）是南極洲的山峰，座標79°48′S 81°0′W，位於埃爾斯沃思地，屬於赫里蒂奇嶺中邁耶山的一部分，海拔高度980米（3,200英尺），美國地質調查局根據測量和美國海軍拍攝的空中照片繪入地圖，現時由南極條約體系管理。